# قصر پوتالا
قصر پوتالا (در انگلیسی: Potala Palace، در تبتی: པོ་ཏ་ལ།) نام صومعه مقدس بودائیان و اقامت‌گاه سابق دالایی لاما است که در شهر لهاسا در تبت قرار دارد. قبر هشت دالایی لاما در عمارت قصر سرخ قرار دارد. قصر پوتالا دارای بیش از یک‌هزار اتاق است. در قصر پوتالا بیش از بیست هزار مجسمه و آثار ارزشمند و بی‌نظیر هنری قرار دارد. با وجود اینکه قصر پوتالا دارای یک‌هزار اتاق است، اما اتاق خواب شخصی دالایی لاما، تنها دارای مساحتی به اندازه ۰٬۴۶۵ متر مربع بوده‌است. از ۱۹۹۴، قصر پوتالا در فهرست میراث جهانی یونسکو قرار دارد.
همکنون تبت در کنترل جمهوری خلق چین قرار دارد. قصر پوتالا شامل قصر سفید و قصر سرخ و ساختمان‌های الحاقی آن‌ها است. 
قصر پوتالا محل و اقامتگاه دائمی دالایی لاما بود، تا اینکه تنزین گیاتسو، ۱۴اُمین دالایی لاما و دالایی لامای کنونی، در پی اشغال نظامی تبت توسط جمهوری خلق چین و قیام ناموفق ۱۹۵۹ میلادی به هندوستان گریخت. همکنون قصر پوتالا به «موزه دولتی چین» تبدیل شده‌است. قصر پوتالا نامش را از کوه پوتالا که کوهی مقدس در آئین بودایی است، گرفته‌است.
قصر پوتالا مظهر بودائیسم تبتی و نقش مهم آن در ادارهٔ سنتی کشور تبت بوده‌است. این مجموعه بر فراز کوهستان سرخ در مرکز دره لهاسا و در ارتفاع ۳۷۰۰ متری از سطح زمین واقع شده‌است. قصر پوتالا از شاه‌کارهای مهم معماری تبتی است.

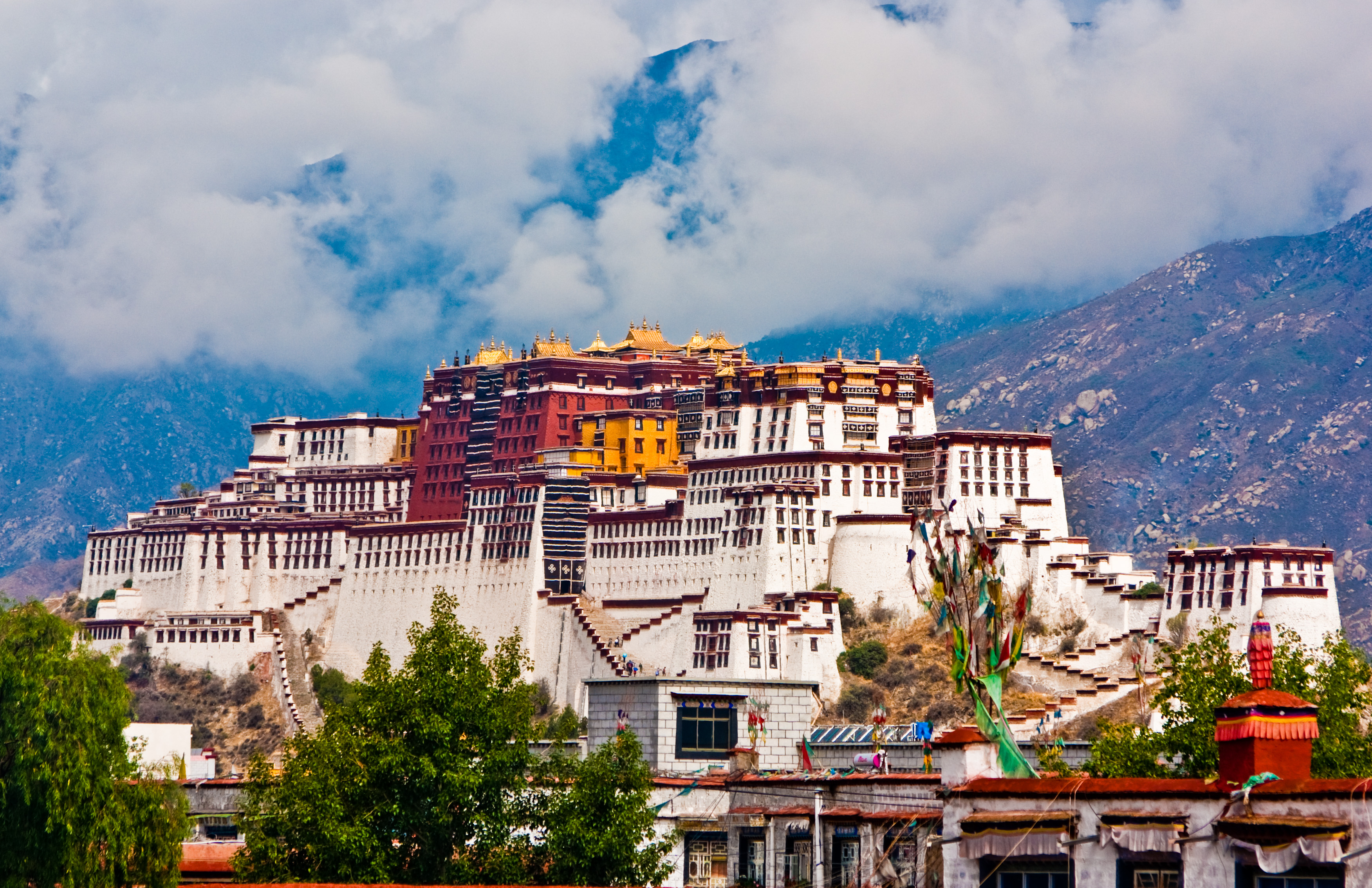
دورنمایی از قصر پوتالا.